# Миллер, Сэмми
Сэмми Миллер (англ. Samuel Hamilton Miller; 11 ноября 1933, Белфаст) — североирландский мотогонщик и мототриалист, 2-кратный чемпион мира, 11-кратный чемпион Великобритании и 3-кратный чемпион Ирландии по мототриалу.

## Спортивная карьера
Миллер родился в Белфасте, Северная Ирландия. В 1951 году, в возрасте 16 лет он впервые в жизни принял участие в мотогонке, и впоследствии активно стартовал в самых разных мотоциклетных дисциплинах — кольцевых мотогонках в различных классах, эндуро, мотокроссе и триале. Наибольших успехов Миллер добился в мототриале: он одержал победы в 1482 триальных заездах разного уровня, 11 раз завоевал чемпионский титул в Великобритании (1959—1969), трижды в Ирландии (1955—1957) и дважды становился чемпионом мира (1968, 1970).
С 1955 году Миллер также стартовал в Чемпионате мира по шоссейно-кольцевым мотогонкам в классе 250cc и шесть раз поднимался на подиум. Также он выигрывал внезачётные гонки в том же классе, в частности, North West 200 с 1956 по 1958 год.
В разное время Миллер выступал на разных мотоциклах, не отдавая предпочтение какой-либо конкретной марке, — Ariel, Bultaco, AJS, Mondial, NSU, но значительную часть карьеры, с 1957 по 1964 год, он связал с маркой Ariel. В 1964 году он подписал договор с компанией Bultaco и выступил в качестве инженера, разработав для компании триальную модель Bultaco Sherpa T. Впоследствии он выполнял аналогичные задачи для Honda. В мотоциклетном мире также хорошо известен 500-кубовый мотоцикл Ariel HT5, который Миллер доработал собственными руками и на котором выступал в ряде гонок.
Помимо того, Миллер основал в Нью-Милтоне (Гэмпшир) собственный бизнес по торговле мотоциклетными запчастями. Миллер увлёкся коллекционированием мотоциклов, и позже на базе мастерских появился Музей Сэмми Миллера (Sammy Miller Motorcycle Museum). К 2004 году коллекция музея насчитывает несколько сотен мотоциклов.
В 2007 году Сэмми Миллер был введён в Зал славы Американской мотоциклетной организации (AMA Motorcycle Hall of Fame), а в 2009 году был удостоен за спортивные заслуги Ордена Британской империи.

## Результаты выступлений в Чемпионате Европы (мира) по мототриалу
| Год  | Мотоцикл | 1     | 2     | 3     | 4     | 5     | 6     | 7     | 8     | 9   | Место | Очки     |
| ---- | -------- | ----- | ----- | ----- | ----- | ----- | ----- | ----- | ----- | --- | ----- | -------- |
| 1966 | Bultaco  | GER   | FRA 1 | BEL 3 |       |       |       |       |       |     | 3     | 45       |
| 1968 | Bultaco  | SUI 1 | GER 1 | BEL 1 | FRA 1 | GBR 1 |       |       |       |     | 1     | 24 (40)  |
| 1969 | Bultaco  | SUI   | FRA   | GER   | BEL 2 | GBR 1 | SWE   |       |       |     | 3     | 27       |
| 1970 | Bultaco  | GER 3 | FRA 1 | GBR 1 | BEL 1 | IRL 1 | ESP 3 | FIN 1 | SWE 1 | POL | 1     | 75 (100) |
| 1971 | Bultaco  | GER   | GBR 8 | BEL   | IRL   | FRA   | ESP   | SUI   | FIN   | SWE | 27    | 3        |

## Результаты выступлений в Чемпионате мира по шоссейно-кольцевым мотогонкам
| Легенда к таблице |                                                 |
| --- | ----------------------------------------------- |
| В таблице перечислены результаты всех Гран-при чемпионата мира, во всех классах, в которых принимал участие гонщик. Строками таблицы являются сезоны, столбцами все гонки Гран-при чемпионата мира, производитель мотоциклов и команда. В клетках указаны сокращённое название Гран-при и результат, клетка дополнительно обозначена цветом. Расшифровка обозначений и цветов представлена в нижеследующей таблице. |                                                 |
| \| Пример \| Описание \| \| ------------ \| ----------------------------------------------- \| \| 1 \| Победитель \| \| 2 \| Второе место \| \| 3 \| Третье место \| \| \| Финишировал в очковой зоне \| \| \| Финишировал вне очковой зоны \| \| НКЛ \| Не классифицирован \| \| Сход \| Не финишировал \| \| НКВ \| Не прошёл квалификацию \| \| НПКВ \| Не прошёл предварительную квалификацию \| \| ДСК \| Дисквалифицирован \| \| ИСК \| Исключён из протокола соревнований \| \| НС \| Не стартовал в гонке \| \| Т \| Травмирован или болен \| \| ОТК \| Отказ от участия \| \| НТР \| Прибыл на соревнования, но на трассу не выезжал \| \| НПР \| Не прибыл к началу соревнований \| \| НД \| Недопущен до старта \| \| О \| Гонка отменена \| \| \| Не участвовал \| \| Поул-позиция \| \| \| Быстрый круг \| \| |                                                 |
| Пример | Описание                                        |
| 1 | Победитель                                      |
| 2 | Второе место                                    |
| 3 | Третье место                                    |
| | Финишировал в очковой зоне                      |
| | Финишировал вне очковой зоны                    |
| НКЛ | Не классифицирован                              |
| Сход | Не финишировал                                  |
| НКВ | Не прошёл квалификацию                          |
| НПКВ | Не прошёл предварительную квалификацию          |
| ДСК | Дисквалифицирован                               |
| ИСК | Исключён из протокола соревнований              |
| НС | Не стартовал в гонке                            |
| Т | Травмирован или болен                           |
| ОТК | Отказ от участия                                |
| НТР | Прибыл на соревнования, но на трассу не выезжал |
| НПР | Не прибыл к началу соревнований                 |
| НД | Недопущен до старта                             |
| О | Гонка отменена                                  |
| | Не участвовал                                   |
| Поул-позиция |                                                 |
| Быстрый круг |                                                 |

| Год  | Класс | Мотоцикл   | 1        | 2     | 3     | 4     | 5        | 6     | 7   | Место | Очки |
| ---- | ----- | ---------- | -------- | ----- | ----- | ----- | -------- | ----- | --- | ----- | ---- |
| 1955 | 250cc | NSU        | MAN      | GER   | NED   | ULS 2 | ITA 3    |       |     | 6     | 10   |
| 1956 | 250cc | NSU        | MAN Сход | NED   | BEL   | GER   | ULS 2    | ITA 6 |     | 7     | 7    |
| 1957 | 125cc | FB Mondial | GER      | MAN 4 | NED 6 | BEL   | ULS 5    | ITA 2 |     | 4     | 12   |
| 1957 | 250cc | FB Mondial | GER      | MAN 5 | NED 3 | BEL 2 | ULS Сход | ITA 5 |     | 3     | 14   |
| 1958 | 125cc | Ducati     | MAN 4    | NED   | BEL   | GER   | SWE      | ULS   | ITA | 11    | 3    |
| 1958 | 250cc | ČZ         | MAN 6    | NED 7 | GER   | SWE   | ULS      | ITA   |     | 18    | 1    |